# Better When You’re Gone
«Better When You’re Gone» (в переводе с англ.  «Лучше, когда ты ушла») — песня французского диджея Давида Гетта, голландского диджея Brooks и американского поп-дуэта Loote. Она была выпущена 8 февраля 2019 года лейблом What a Music. Авторами выступили исполнители вместе с Идо Змишлани и Джереми Дуссолиетом.

## Предыстория
31 января 2019 года Гетта в своём Twitter-аккаунте выпустил тизер песни. Песня является вторым сотрудничеством Гетта и Brooks после песни «Like I Do». Брукс также сделал ремикс на песню Гетта «Sun Goes Down».

## Список композиций
| №  | Название                  | Длительность |
| -- | ------------------------- | ------------ |
| 1. | «Better When You're Gone» | 3:12         |

## Чарты

### Недельные чарты
| Чарт (2019)                                | Высшая позиция |
| ------------------------------------------ | -------------- |
| Австрия (Ö3 Austria Top 40)                | 70             |
| Бельгия/Фландрия (Ultratip Bubbling Under) | 24             |
| Бельгия/Валлония (Ultratip Bubbling Under) | 8              |
| Франция (SNEP)                             | 150            |
| Германия (GfK)                             | 59             |
| Венгрия (Dance Top 40)                     | 27             |
| Норвегия (VG-lista)                        | 18             |
| Швеция (Sverigetopplistan)                 | 49             |
| Швейцария (Schweizer Hitparade)            | 51             |
| США (Billboard Hot Dance/Electronic Songs) | 25             |

### Годовые чарты
| Чарт (2019)                               | Позиция |
| ----------------------------------------- | ------- |
| Hungary (Dance Top 40)                    | 100     |
| US Hot Dance/Electronic Songs (Billboard) | 82      |